# Chruszczyna Mała
Chruszczyna Mała – wieś sołecka w Polsce położona w województwie świętokrzyskim, w powiecie kazimierskim, w gminie Kazimierza Wielka.
W latach 1975–1998 miejscowość administracyjnie należała do województwa kieleckiego.
| SIMC    | Nazwa      | Rodzaj             |
| ------- | ---------- | ------------------ |
| 0241146 | Koszyczek  | część miejscowości |
| 0241152 | Kresy      | część miejscowości |
| 0241169 | Stara Wieś | część miejscowości |

## Historia
W wieku XIX Chruszczyna Mała – wieś w powiecie pińczowskim, gmina Nagórzany parafii Gorzków, należy do dóbr Kazimierza Mała hrabiego Łubieńskiego.

W 1827 roku wieś liczyła 13 domów, 81 mieszkańców

Folwark Chruszczyna Mała z wsią tejże nazwy nabyte w r. 1870 za rubli srebrnych 19,000. Rozległość ogólna wynosi mórg 282 a mianowicie: grunta orne i ogrody mórg 257, łąk mórg 10, nieużytki i płaco mórg 15, płodozmian 10. polowy, budowli dworskich 10. Wieś Chruyszczyna Mała osad 11, gruntu mórg 54.